# 1869 في المملكة المتحدة
فيما يلي قوائم الأحداث التي وقعت خلال عام 1869 في المملكة المتحدة.

## ظهور
- 1 يناير – نيتشر مجلة علمية.

## كتب
من الكتب التي صدرت هذه السنة في المملكة المتحدة:
- 1 يناير – استعباد النساء من تأليف جون ستيوارت مل.

## مواليد

### يناير
- 1 يناير – بامبا ساذرلاند أميرة البنجاب.
- 1 يناير – غيلبرت سميث لاعب كرة قدم من المملكة المتحدة.

### مارس
- 3 مارس – هينري وود
- 18 مارس – نيفيل تشامبرلين

### يوليو
- 16 يوليو – كليمنت كازاليه لاعب كرة مضرب بريطاني.

### أغسطس
- 19 أغسطس – لويز دي أورليان، أميرة بافاريا

### سبتمبر
- 20 سبتمبر – جورج روبي لاعب كرة قدم إنجليزي.
- 23 سبتمبر – ماري مالون

### نوفمبر
- 21 نوفمبر – زايدة بن يوسف مصورة أمريكية.
- 26 نوفمبر – مود ويلز

### ديسمبر
- 16 ديسمبر – برنارد غرينفل

## وفيات

### يونيو
- 16 يونيو – تشارلز ستورت (مواليد 1795)

### يوليو
- 14 يوليو – لوسي داف غوردون (مواليد 1821) كاتبة بريطانية.

### سبتمبر
- 16 سبتمبر – توماس غراهام (مواليد 1805)

### أكتوبر
- 23 أكتوبر – إدوارد سميث ستانلي (مواليد 1799) سياسي بريطاني.